# بطولة العالم لسباق الدراجات على الطريق 1999
بطولة العالم لسباق الدراجات على الطريق 1999 هي الدورة ال72 من بطولة العالم لسباق الدراجات على الطريق، أجريت في فيرونا، إيطاليا.

## النتائج النهائية
| المسابقة              | ذهبية                        | فضية                            | برونزية                        |
| --------------------- | ---------------------------- | ------------------------------- | ------------------------------ |
| الرجال                |                              |                                 |                                |
| سباق الطريق ضد الساعة | أوسكار فريري (إسبانيا)       | ماركوس زبيرج (سويسرا)           | جان سيريل روبن (فرنسا)         |
| سباق الطريق المداري   | يان أولريش (ألمانيا)         | مايكل اندرسون (السويد)          | كريس بوردمان (المملكة المتحدة) |
| السيدات               |                              |                                 |                                |
| سباق الطريق ضد الساعة | ليونتين فان مورسل (هولندا)   | Anna Wilson (أستراليا)          | Edita Pučinskaitė (ليتوانيا)   |
| سباق الطريق المداري   | Edita Pučinskaitė (ليتوانيا) | Anna Wilson (أستراليا)          | Diana Žiliūtė (ليتوانيا)       |
| رجال أقل من 23 سنة    |                              |                                 |                                |
| سباق الطريق المداري   | ليوناردو جيورداني (إيطاليا)  | لوكا باوليني (إيطاليا)          | ماتياس كيسلر (ألمانيا)         |
| سباق الطريق ضد الساعة | إيفان غوتيريز (إسبانيا)      | مايكل روجرز (أستراليا)          | Evgeni Petrov (روسيا)          |
| شبان                  |                              |                                 |                                |
| سباق الطريق المداري   | داميانو كيونقو (إيطاليا)     | Rouslan Kaioumov (روسيا)        | كريستوف كيرن (فرنسا)           |
| سباق الطريق ضد الساعة | فابيان كانسيليرا (سويسرا)    | Rouslan Kaioumov (روسيا)        | كريستيان نيز (ألمانيا)         |
| شابات                 |                              |                                 |                                |
| سباق الطريق المداري   | جينيفيف جينسون (كندا)        | تريكسي ووراك (ألمانيا)          | Noemi Cantele ‏ (إيطاليا)       |
| سباق الطريق ضد الساعة | جنفياف جينسون (كندا)         | Juliette Vandekerckhove (فرنسا) | تريكسي ووراك (ألمانيا)         |